# イヌ属
イヌ属（イヌぞく、Canis）は、哺乳綱食肉目イヌ科に分類される属。

## 分布
アフリカ大陸、北アメリカ大陸、ユーラシア大陸

## 形態
前肢の指は5本、後肢の趾は4本。
乳頭数は4 - 5対。

## 分類
乳頭数（4対）や尾長の比率が大きいからヨコスジジャッカル・キンイロジャッカル・コヨーテ・セグロジャッカルをジャッカル亜属Thos、ジャッカル類に類似するものの吻が細長く眼窩の位置が後方にあること・尾長の比率が小さいことからアビシニアジャッカルのみでアビシニアジャッカル亜属Simeniaを構成する説もあった。セグロジャッカル(Black-backed jackal)とヨコスジジャッカル(Side-striped jackal)は以前はイヌ属に分類されていたが現在はLupulella属に分類されている。2015年に発表されたミトコンドリアDNAや核DNAなどの分子系統解析の結果から、キンイロジャッカルのアフリカ大陸個体群はアフリカンゴールデンウルフ(C. lupaster)として分割された。
タイリクオオカミの学名をイヌと同じCanis familiarisとする説もあった。2003年にICZNの強権によりC. familiarisはイヌのみを指す学名とし、野生種の学名はC. lupusを引き続き使用することが認められた。
以下の分類・英名はMSW3(Wozencraft,2005)、和名は増井(1991)に従う。
- Canis lupaster アフリカンゴールデンウルフ（暫定名） African golden wolf[5]
- Canis aureus キンイロジャッカル Eurasian golden jackal/Golden jackal
- Canis latrans コヨーテ Coyote
- Canis lupus タイリクオオカミ Wolf
- Canis simensis アビシニアジャッカル Ethiopian wolf

## 画像

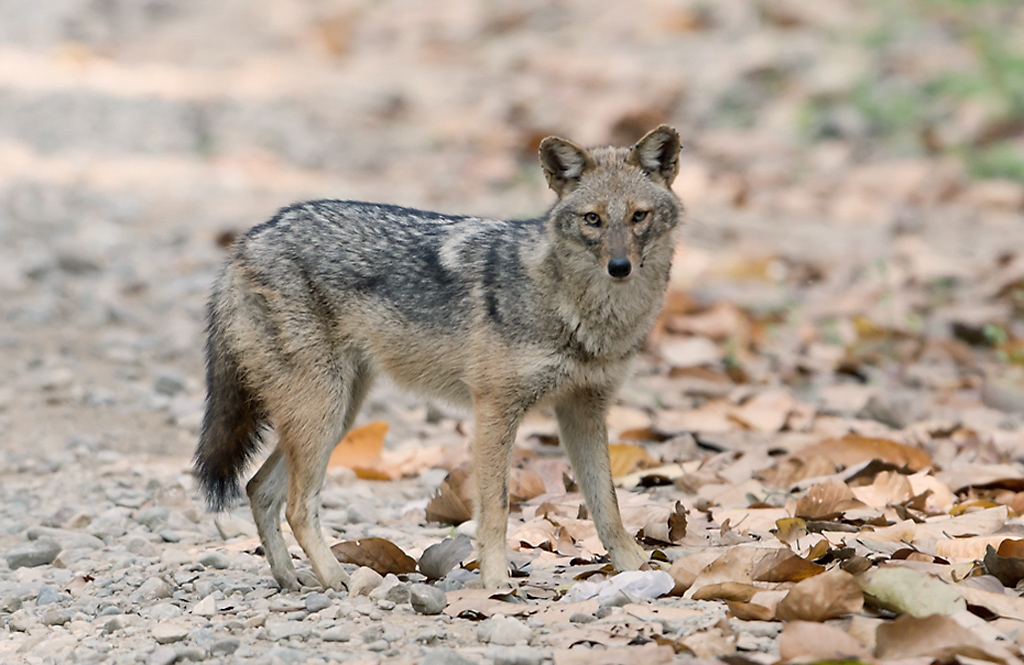
キンイロジャッカル C. aureus
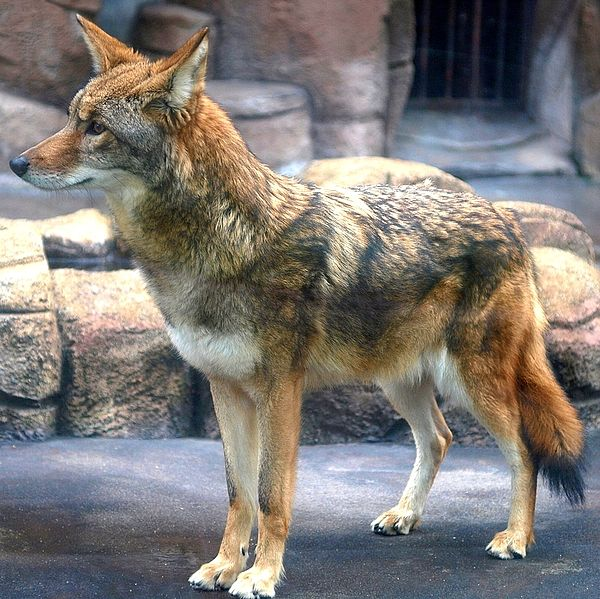
コヨーテ C. latrans
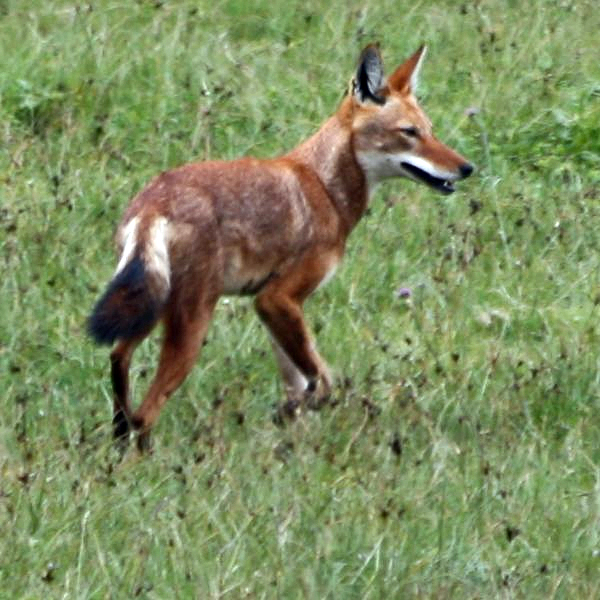
アビシニアジャッカル C. simensis